# Боевой расчёт пожарного автомобиля
Боевой расчёт пожарного автомобиля (Боевой расчёт) — первичное подразделение пожарной охраны, способное самостоятельно выполнять отдельные задачи при ведении аварийно-спасательных работ и тушении пожаров. Члены боевого расчёта имеют номера, которые определяют обязанности пожарных и других должностных лиц караула на пожаре. Обязанности номеров боевого расчёта определены в табеле боевых расчётов отделений.

### Виды техники
Пожарные отделения по составу могут различаться в зависимости от прикрепляемой техники:
- пожарная автоцистерна,
- пожарная мотопомпа,
- самоходная машина,
- десантная авиация.

К пожарным расчётам на основных пожарных автомобилях либо самоходных машинах прикрепляется соответствующий водитель, водитель-механик либо водитель, выполняющий и обязанности пожарного.
Дополнительным пожарным расчётом можно считать отделение на пожарной автолестнице или коленчатом подъёмнике, состоящее из водителя автолестницы и прикреплённого пожарного.

## Подчинение
Субординация при боевой работе устанавливает верховным звеном РТП.
В прочих вопросах руководство осуществляет начальник караула.

## Взаимодействие
Опыт взаимодействия пожарных расчётов нарабатывается при работе на пожарах и специально отрабатывается на:
ПТЗ и при отработке КТП, ПТП и проверяется на специально организованных пожарно-технических учениях.

## Оснащение
Значительная доля расчётов имеют в своём составе пожарных, обученных и допущенных к работе в дыхательных аппаратах — СИЗОД, и имеют соответствующее оборудование для работ в составе звена ГДЗС.
Расчёты, не имеющие такого оборудования не имеют возможности работать в задымлённой, отравленной атмосфере и закрытых помещениях.